# Herrökna

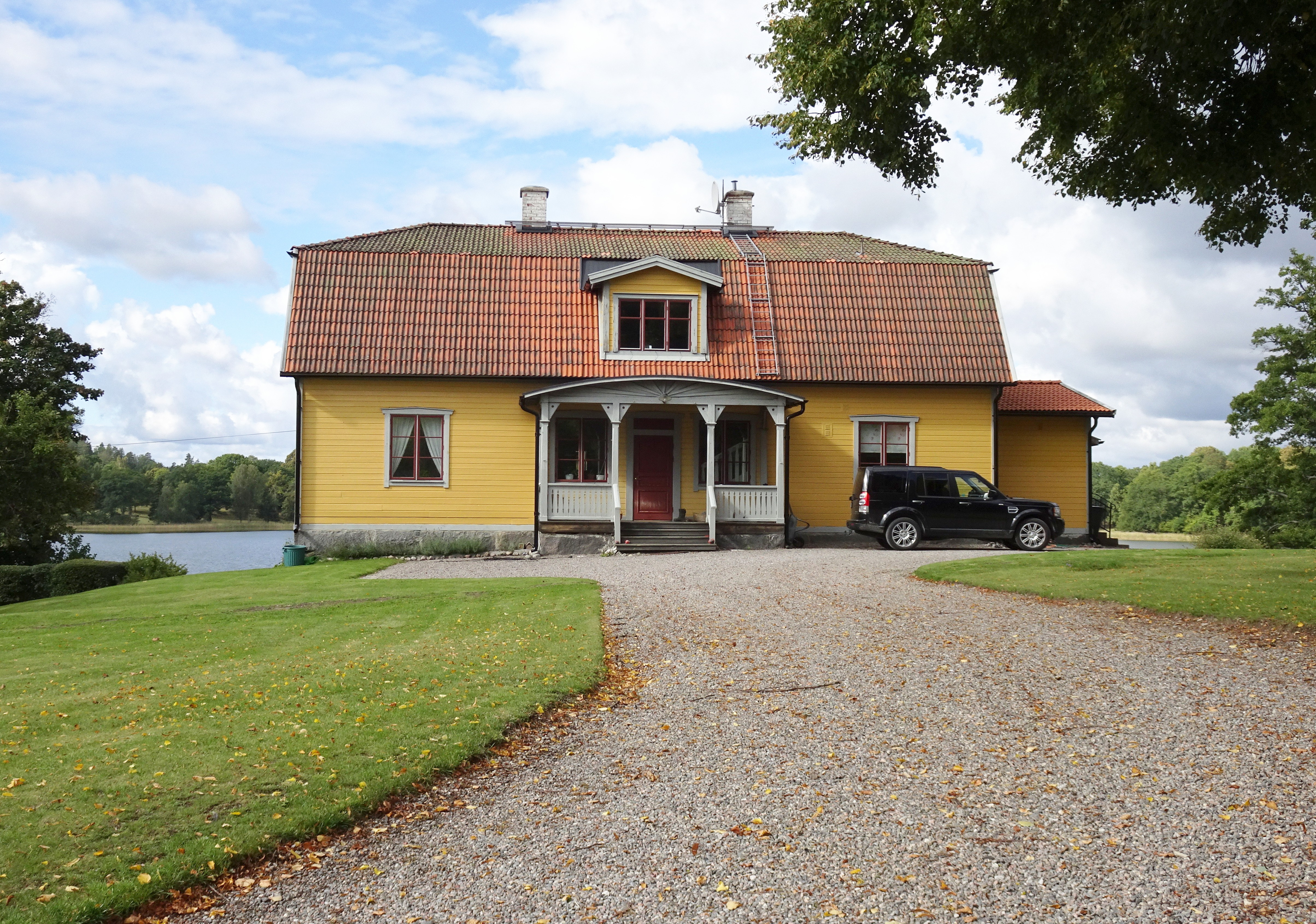
Huvudbyggnaden 2017.

Herrökna (ursprungligen Ökna) är en herrgård och ett tidigare säteri belägen på en halvö i sjön Misteln i Gryts socken, Gnesta kommun, Södermanlands län. Jämfört med många andra herrgårdar i Södermanland var Herrökna ett mindre säteri, som ändå präglade dagens kulturlandskap. 

## Historik

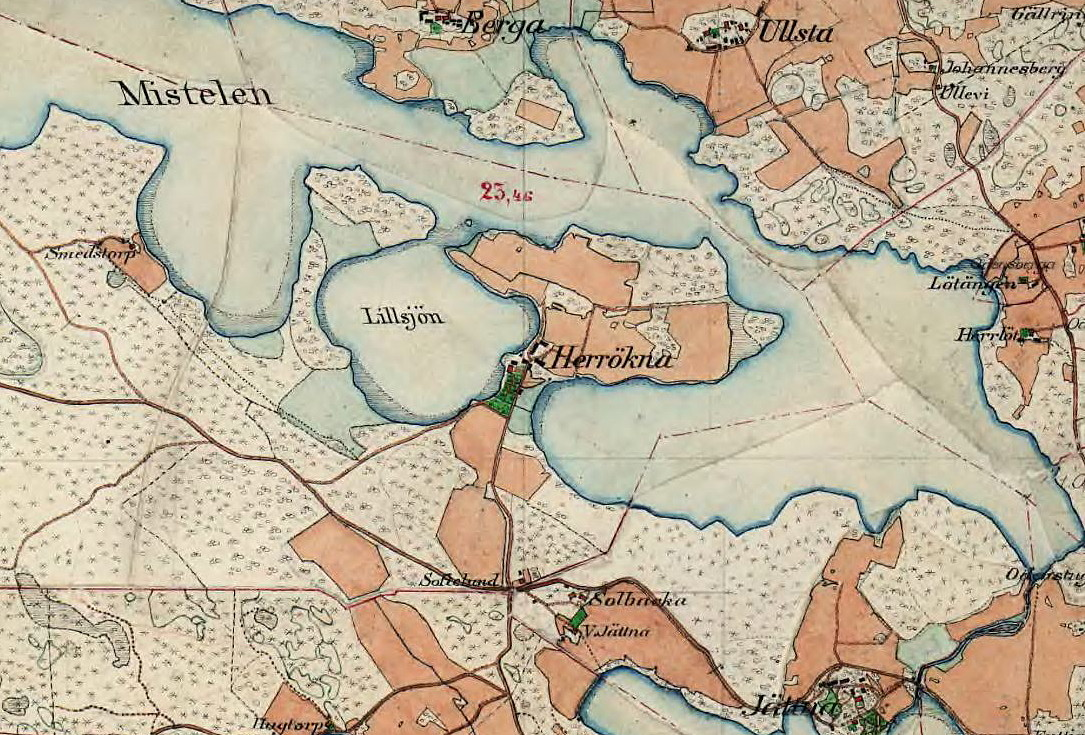
Del av Häradsekonomiska kartan visande Herrökna säteri cirka 1900.

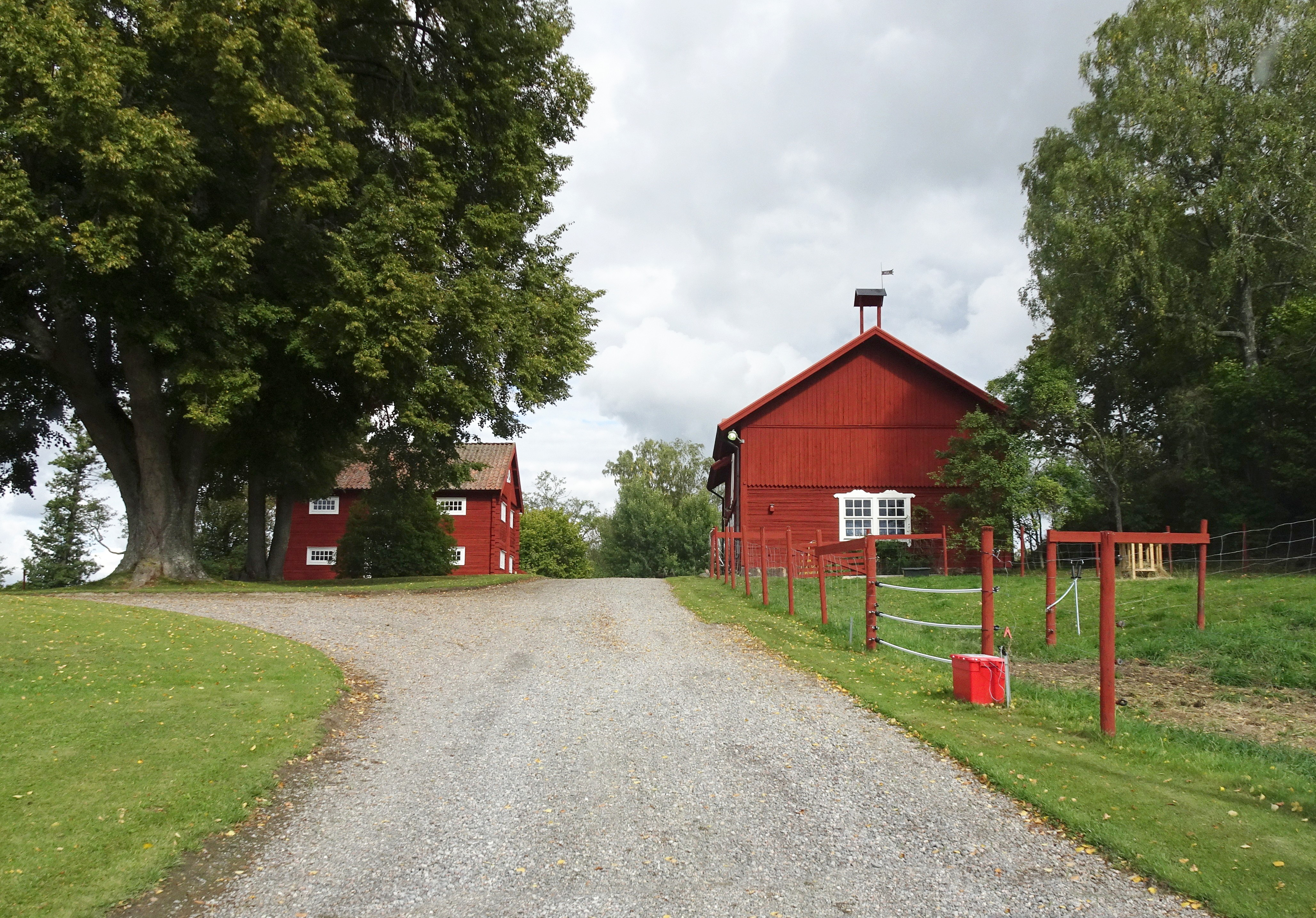
Gårdens ekonomibyggnader, 2017.

Gårdens bebyggelse ligger på halvön Hovgördsudden som skiljdes ursprungligen genom ett sund från fastlandet. Den gamla bytomten ligger vid det tidigare sundet, på ungefär samma plats som dagens huvudbyggnad (RAÄ-nummer Gryt 270:1). 
Byn kallades tidigare Ökna och 1451 omnämns en anders i øknom. Stället ägdes på 1560-talet av Christoffer Nilsson till Pungsund. 1574 byggdes ett säteri vilket 1586 skänktes av hertig Karl (sedermera Karl IX) som sätesgård till ståthållaren i Stockholm, Hans von Masenbach (född omkring 1526, död 1607). I Stockholms tänkeböcker 1603–1604 återfinns Hans von Masenbach till Økna flera gånger. Denne ägde ungefär samtidigt Ekensholm som då lydde som torp under Ökna säteri. Bland övriga ägare kan nämnas Georg Günther Kraill von Bemeberg (död 1641), vars son Hans Jakob Kraill 1661 sålde Ökna till Beata de la Gardie. Hennes son, riksrådet Anders Torstenson (död 1686) ärvde gården, som dock indrogs till kronan 1692.
Till egendomen hörde flera gårdar och torp, bland dem Kramphult (se Kramphults pörte), Sofielund, Lerviken (f.d. Smedstorp), Nytorp (se Nytorpsravinen), Raskdal, Roligheten, Ungsjötorp och Vreta.

## Dagens gård
Nuvarande huvudbyggnaden uppfördes på 1800-talet och innehåller 7 rum och kök. Källarvåningen är från 1600-talet med inslagna tegelvalv omkring en förstuga. Den tidigare manbyggnaden var tvåvånig och av trä liksom det nuvarande corps-delogiet. På 1940-talet ägdes Herrökna av Axel Salomon von Stockenströms arvingar på Ånhammar. 1946 arrenderades Herrökna av Svenska Fåravelsföreningen och användes som försöksgård. Då omfattade gårdens areal 619,6 hektar mark, varav åker 40 ha och skog 437,3 ha. Nuvarande ägaren är familjen Ankarcrona som fick gården i arv år 1954. Sedan 1986 är familjen permanentboende på gården. Till gården hör en korthåls-golfbana, grustag, skog och fiskevatten samt två bostadshus: Trädgårdsstugan och Vreta.